# قلعه بیگ (شیروان)
قلعه بیگ یا قره چشمه روستایی در دهستان سیوکانلو بخش مرکزی شهرستان شیروان استان خراسان شمالی ایران است.

## جغرافیا
قلعه بیگ، روستایی قدیمی در شمال شهرستان شیروان است که قدمت آن بیش از ۳۰۰ سال می‌باشد و مردم آن به زبان کردی (کرمانجی) مکالمه می‌کنند.
جمعیت این روستا به سه طایفه مختلف تقسیم می‌گردد که شامل: کالاجلو، شاملو (بیچرانلو) و تایانلو (بیچرانلو) می‌باشد.
افراد نامدار بسیاری از این روستا در دوره‌های مختلف تاریخ ثبت شده‌اند. نام دارترین شخص در طول تاریخ این روستا کدخدا اسماعیل قربانیان از ایل بیچرانلو طایفه تایانلو می‌باشد که از بزرگترین مرزداران و سرداران مرزی در دوره نادرشاه افشار بوده‌است و تنها کسی در سپاهیان نادرشاه بود که هیچگاه به وی تعظیم نکرد. پائول شیفرن مورخ آمریکایی در مورد این شخص در کتابش اشاره کرده‌است.

## جمعیت
بر پایه سرشماری عمومی نفوس و مسکن در سال ۱۳۹۵ جمعیت این مکان ۵۴۹ نفر (۱۶۰خانوار) بوده‌است.